# Qu'as-tu fait à la guerre, papa ?
Pour plus de détails, voir Fiche technique et Distribution.
Qu'as-tu fait à la guerre, papa ? (titre original : What Did You Do in the War, Daddy?) est un film américain réalisé par Blake Edwards, sorti en 1966.

## Synopsis
En pleine Deuxième Guerre mondiale en Italie, le commandement américain promeut capitaine le très discipliné lieutenant Cash et le missionne pour conquérir un emplacement stratégique avant l'armée allemande. Il doit donc obtenir la reddition de la petite ville de Valerno, et on lui confie pour ce faire une compagnie de soldats courageux mais dilettantes, tranquillement supervisés par le lieutenant Christian. Sur place, le capitaine italien ne demande pas mieux que de se rendre, mais pas avant le lendemain, autrement dit après la fête annuelle du village, qu'il est hors de question d'annuler.

## Fiche technique
- Titre : Qu'as-tu fait à la guerre, papa ?
- Titre original : What Did You Do in the War, Daddy?
- Réalisation : Blake Edwards
- Scénario : Blake Edwards, Maurice Richlin et William Peter Blatty
- Production : Owen Crump et Blake Edwards
- Musique : Henry Mancini
- Photographie : Philip H. Lathrop
- Montage : Ralph E. Winters
- Pays d'origine : États-Unis
- Format : Couleurs - 2,35:1 - Mono
- Genre : Comédie militaire
- Durée : 116 minutes
- Date de sortie : 
  - États-Unis : 31 août 1966 (New York City, New York)
  - France : 13 octobre 1967

## Distribution
- James Coburn (VF : Jean-Pierre Duclos) : lieutenant Christian
- Dick Shawn (VF : Michel Roux) : capitaine Lionel Cash
- Sergio Fantoni (VF : Jean-Louis Jemma) : capitaine Oppo
- Giovanna Ralli : Gina Romano
- Jay Novello (VF : Georges Hubert) : le maire Romano, père de Gina
- Aldo Ray (VF : William Sabatier) : sergent Rizzo
- Harry Morgan (VF : Michel Gudin) : major Pott
- Carroll O'Connor (VF : Serge Nadaud) : général Bolt
- Leon Askin (VF : Howard Vernon) : colonel Kastorp
- Vito Scotti : Frederico
- Kurt Kreuger : capitaine allemand
- William Bryant (en) (VF : Jacques Degor) : le caporal Minow
- Herb Ellis (VF : Pierre Collet) : Lumpe, le sergent reporter photographe